# سده ۲۵ (پیش از میلاد)
(سده بیست‌وششم پ.م. - سده بیست‌وپنجم پیش از میلاد مسیح - سده بیست‌وچهارم پ.م. - سده‌های دیگر)
قرن ۲۵ پیش از میلاد، سال‌های بین ۲۵۰۰ تا ۲۴۰۱ پیش از میلاد را شامل می‌شود.

## رخدادها
- ۲۹۰۰-۲۳۳۴ (پیش از میلاد)؛ جنگهای خاندانی آغازین در میانرودان
- حدود ۲۵۰۰ سال پیش از میلاد: برنج برای اولین بار به مالزی معرفی شد[۱]
- حدود ۲۵۰۰ پیش از میلاد: مدارس کتابت در سراسر سومر شکوفا می‌شوند.[۲]
- حدود ۲۵۰۰ پیش از میلاد: آشور تأسیس شد.
- ۲۵۰۰ (پیش از میلاد)؛ ساخت یک نشان استوانه‌ای در سومر، اکنون در موزه هنر متروپولیتن در شهر نیویورک نگهداری می‌شود.
- حدود ۲۵۰۰ پیش از میلاد: حفاری و توسعه سرداب حل-سفلینی در پائولا، مالت، یک مجموعه معبد زیرزمینی که بعداً به عنوان گورستان مورد استفاده قرار گرفت.[۳]
- حدود ۲۵۰۰ پیش از میلاد: هرم خفرع، جیزه، ساخته شد.
- حدود ۲۵۰۰ پیش از میلاد: مجسمه خفرع بر تخت نشسته ساخته شد.[۴]
- حدود ۲۵۰۰ سال پیش از میلاد: مردم پرو برای غذا به ماهی و صدف متکی بودند.
- حدود ۲۵۰۰ سال پیش از میلاد: شواهدی از مسیرهای تجاری دوردست در آمریکای جنوبی.[۵]
- حدود ۲۵۰۰ پیش از میلاد: سکارا برای پس از تقریباً ۶۰۰ سال سکونت، متروکه شد.
- حدود ۲۵۰۰ تا ۲۲۵۰ پیش از میلاد: لوح‌های ابلا در شهر باستانی ابلا، سوریه جمع‌آوری شدند. این لوح‌ها که توسط باستان‌شناس ایتالیایی پائولو ماتیای و تیمش در سال‌های ۱۹۷۴ تا ۱۹۷۵ کشف شدند، به عنوان اولین، اگر نگوییم قدیمی‌ترین، کتابخانه غیرفعال در نظر گرفته می‌شوند، زیرا کتابخانه صومعه سنت کاترین (۵۶۵) قدیمی‌ترین کتابخانه فعال است.[۶]
- حدود ۲۵۰۰ تا ۲۰۰۰ پیش از میلاد: موهنجو-دارو حدود ۱۸ کیلومتر مربع (۷ مایل مربع) وسعت و حدود ۲۰ تا ۵۰ هزار نفر جمعیت دارد.
- ۲۴۹۴ (پیش از میلاد)؛ پایان دودمان چهارم و آغاز دودمان پنجم در مصر باستان، آغاز ساخت هرم‌ها.
- حدود ۲۴۹۴–۲۳۴۵ پیش از میلاد: «مجسمه‌سازان در حال کار»، نقش برجسته از سقاره، سلسله پنجم. اکنون در موزه مصر، قاهره، مصر قرار دارد
- حدود ۲۴۹۴–۲۳۴۵ پیش از میلاد: کاتب نشسته، مجسمه‌ای که در سقاره، سلسله پنجم مصر یافت شده است، ساخته می‌شود. این مجسمه اکنون در موزه لوور پاریس قرار دارد..
- ۲۴۹۲ پیش از میلاد: تاریخ سنتی تأسیس افسانه‌ای ارمنستان توسط هایک.
- ۲۴۶۰ (پیش از میلاد)؛ آغاز دودمان ششم در مصر باستان
- ۲۴۵۰ (پیش از میلاد)؛ بر سر کار آمدن دودمانی تازه در میانرودان
- ۲۴۵۰ (پیش از میلاد)؛ کیش از قبیله‌ای که از کوه‌های کردستان امروزی آمده‌بودند شکست خورد؛ عیلامی‌ها بر بخش‌هایی از سومر چیره‌شدند.
- ۲۴۱۰ (پیش از میلاد)؛ پادشاهان سومر از اینکه خودبه‌خود خدای شهر باشند دست‌کشیدند. آغاز رخنه و پیروزیهای سامی‌ها در میانرودان.
- حدود ۲۴۰۰ تا ۲۲۰۰ پیش از میلاد: ساخت استون‌هنج[۷]
- فرهنگ یادگار سنگی از اسپانیا به ایرلند رفت و در میان اروپا و غرب مدیترانه نیز پخش‌شد.
- آغاز تازش سلت‌ها از شرق به اروپا.
- نشانه‌های آغازین فرهنگ تبرزین در قفقاز
- ایلوری‌ها و دیگران در ایتالیا جاگیر شدند.
- مردمانی که از شیوه سفالگری پیش‌دودمانی مصری سود می‌بردند در جنوب شرقی اسپانیا در کرانه مدیترانه جاگیر شدند.
- اموری‌ها و کنعانی‌ها از عربستان به سوریه و لبنان کنونی کوچیدند.

## چهره‌های برجسته
- ۲۴۹۱ (پیش از میلاد)؛ امپراتورِ اسطوره‌ای چین هوانگ‌تی
- ۲۴۹۰ (پیش از میلاد)؛ منکائورا فرعون مصر باستان
- ۲۴۷۵ (پیش از میلاد)؛ شپسه‌کاف فرعون مصر باستان
- ۲۴۶۵ (پیش از میلاد)؛ اوسرکاف فرعون دودمان پنجم
- ۲۴۵۸ (پیش از میلاد)؛ ساهوره فرعون مصر باستان
- ۲۴۴۶ (پیش از میلاد)؛ نه‌فه‌ریرکاره کاکای فرعون مصر باستان
- ۲۴۲۶ (پیش از میلاد)؛ شپسه‌کاره ایسی فرعون مصر باستان
- ۲۴۱۹ (پیش از میلاد)؛ ره‌نه فه‌رف فرعون مصر باستان
- ۲۴۱۶ (پیش از میلاد)؛ نیوسرره فرعون مصر باستان

## نوآوری‌ها، یافته‌ها، آشنایی‌ها
- تمدن هاراپایی در اوج خود ۴۸۰هزار کیلومتر مربع راز یر پوشش گرفته‌بود. مرکز این تمدن دره رود سند بود ولی باشندگان این تمدن از کرانه مکران و بلوچستان، افغانستان تا شرق پنجاب و کوچ (هند) و سئورشترا پراکنده شده بودند. شهرهای اینان هاراپا؛ موهنجودارو، کالیبانگان، دولاویرا و بندرهایی چون لوتال و سوتکاکوه و سوتکاگین‌دور بود، افزون برآن چندین روستا. آنان برای کشتزارها و ساخت شهرها از آبیاری سود می‌بردند. دو شهر اصلی این شهریگری از سامانه پساب، نمونه آغازین سکه، برنز و هیروگلیف بهره‌مند بود. حتی در هر روستا استخر نیز بود که در کنار روستا با خشت ساخته می‌شد. ساختار مهرابه‌ها و نیایشگاه‌ها این تمدن را با آنچه در یاجورودا گفته‌شده هماهنگ می‌سازد.
- نمایه روی مرمر استوانه‌ای نشان از کاربرد پایپ و کیتارا در لیر دارد.
- کهنترین نمونه اسکی در چنین زمانی در باتلاقی در سوئد رهاشد.
- سومریان برای کشاندن ارابه‌های جنگی از خرهای رام‌شده سود بردند.
- کشت پنبه و کدو در پریتا هواکا.
- ساحورع اولین پادشاه شناخته شده‌ای است که از نیروی دریایی دریاهای آزاد برای حمل و نقل سربازان از طریق دریا استفاده کرد.
- اولین نمونه شناخته شده از قایق دوخته شده در مصر ساخته شده است.[۸]
- پیکره‌های مرمرین کیکلادی، استفاده از هر دو ساز نی و کیتارا را به تصویر می‌کشند.(باستان‌شناسی المپیک ۱۹۸۸)
- قدیمی‌ترین چوب اسکی باقی‌مانده تقریباً در همین زمان در باتلاقی در هوتینگ، سوئد، رها شده است.
- کشاورزی در هواکا پریتا شامل پنبه و کدو قلیانی می‌شود. (بیلی ۱۹۷۳)
- مجسمه ابیه-ایل، در ماری

## مرگ‌ها
- ۲۴۲۵ (پیش از میلاد)؛ مرگ اآن‌ناتوم فرمانروای لاگاش
- محاللیل پسر قینان (بر پایه گاهشماری یهودی)